# Fervedouro
Fervedouro är en kommun i Brasilien.   Den ligger i delstaten Minas Gerais, i den sydöstra delen av landet, 800 km sydost om huvudstaden Brasília. Antalet invånare är 10 351.
Omgivningarna runt Fervedouro är huvudsakligen savann. Runt Fervedouro är det ganska glesbefolkat, med 31 invånare per kvadratkilometer.